# معیار آی‌اس‌آی نایکویست

پاسخ کسینوس بالارفته (raised cosine) در حوزهٔ زمان، با معیار آی‌اِس‌آی نایکویست مطابقت دارد. قله‌های پشتِهم کسینوس بالارفته، آی‌اِس‌آی صفر را میان سمبل‌های فرستاده‌شده در لحظه‌های نمونه‌برداری نشان می‌دهد. در t=۰، پالس میانی، دارای بیشترین مقدار، و مجموع پالس‌های کناری، صفر است.

در مخابرات، معیار آی‌اِس‌آی نایکویست (به انگلیسی: Nyquist ISI criterion) شرایطی را توصیف می‌کند که وقتی ازسوی یک کانال مخابراتی (شامل پاسخ فیلترهای فرستنده و گیرنده) برآورده شوند، تداخل میان‌سمبلی (آی‌اِس‌آی) روی نمی‌دهد. این معیار، روشی برای طراحی توابع محدودباند (band-limited) برای غلبه بر تداخل میان‌نمادی پیش می‌نهد.
هنگامی‌که سمبل‌های پشتِهم، روی یک کانال از راه یک مدولاسیون خطی (مانند ASK ،QAM) منتقل می‌شوند، پاسخ ضربه کانال (یا معادل آن، پاسخ فرکانسی کانال) باعث می‌شود که سمبل‌های ارسال‌شده، در حوزه زمان پخش شوند. این باعث تداخل میان‌سمبلی می‌شود زیرا سمبل‌های ارسال‌شدهٔ پیشین، بر سمبل دریافت‌شدهٔ کنونی اثر می‌گذارند و بنابراین آستانه تحمل نویز در سیستم را کاهش می‌دهد. قضیه نایکویست، این وضعیت در حوزه زمان را به یک وضعیت در دامنه فرکانس معادل، مرتبط می‌کند.
معیار نایکویست ارتباط نزدیکی با قضیه نمونه‌برداری نایکویست-شانون دارد، تنها از دیدگاهی دیگر.

## معیار نایکویست
اگر پاسخ ضربه کانال را با {\displaystyle h(t)} نشان دهیم، شرط یک پاسخ بدون آی‌اِس‌آی را می‌توان چنین بیان کرد:
{\displaystyle h(nT_{s})={\begin{cases}1;&n=0\\0;&n\neq 0\end{cases}}}
برای همه اعداد صحیح {\displaystyle n} ، و {\displaystyle T_{s}}، دورهٔ سمبل است. قضیه نایکویست می‌گوید که این معادل است با:
{\displaystyle {\frac {1}{T_{s}}}\sum _{k=-\infty }^{+\infty }H\left(f-{\frac {k}{T_{s}}}\right)=1\quad {\text{for all frequencies }}f} ،
که {\displaystyle H(f)} تبدیل فوریهٔ {\displaystyle h(t)} است. این معیار آی‌اِس‌آی نایکویست است.
این معیار را می‌توان شهودی چنین درک کرد: ک مقدار ثابت باید به نسخه‌های شیفتِفرکانسی‌یافتهٔ {\displaystyle H(f)} افزوده شود. این شرط وقتی برقرار می‌شود که {\displaystyle H(f)}، تقارن یکنواخت دارد، پهنای باند کمتر یا مساوی {\displaystyle 2/T_{s}} دارد، و باند تک‌جانبی آن در فرکانس قطع {\displaystyle \pm 1/2T_{s}}، تقارن فرد دارد.
در عمل، این معیار در فرستنده، در مرحلهٔ فیلترکردن سمبل‌های باندِ پایه و با درنظرگرفتن دنبالهٔ سمبل‌ها به‌عنوان پالسهای وزن‌دار (تابع دلتای دیراک) اعمال می‌شود. هنگامی‌که فیلتر باند پایه، معیار نایکویست را برمی‌آورد، می‌توان سمبل‌ها را بدون آی‌اِس‌آی از کانالی که پاسخ فرکانسی آن در یک باند فرکانسی محدود، تخت است، منتقل کرد. نمونه‌هایی از این فیلتر باند پایه، فیلتر کسینوس بالابرده (raised cosine)، یا فیلتر پایین‌گذر ایدئال هستند.

## به‌دست‌آوردن معیار
برای به‌دست‌آوردن این معیار، سیگنال دریافت‌شده را برحسب سمبل ارسالی و پاسخ کانال بیان می‌کنیم. اگر h(t) پاسخ ضربه کانال باشد، x[n] سمبل‌هایی با دورهٔ {\displaystyle T_{s}} هستند که باید ارسال شوند. سیگنال دریافت‌شده y(t) - که برای سادگی، نویز در آن نادیده گرفته شده است - چنین خواهد بود:
{\displaystyle y(t)=\sum _{n=-\infty }^{\infty }x[n]\cdot h(t-nT_{s})} .
با نمونه‌برداری از این سیگنال در بازه‌های Ts، می‌توان y(t) را به‌عنوان یک معادلهٔ زمان‌گسسته بیان کرد:
{\displaystyle y[k]=y(kT_{s})=\sum _{n=-\infty }^{\infty }x[n]\cdot h[k-n]} .
h[0] را می‌توان چنین جداگانه نوشت:
{\displaystyle y[k]=x[k]\cdot h[0]+\sum _{n\neq k}x[n]\cdot h[k-n]} ،
و از این‌جا می‌توان نتیجه گرفت که اگر h[n]
{\displaystyle h[n]={\begin{cases}1;&n=0\\0;&n\neq 0\end{cases}}} ،
را بَرآوَرَد، تنها یک سمبل فرستاده‌شده، در لحظه‌های نمونه‌برداری، روی y[k] اثر می‌گذارد، بنابراین آی‌اِس‌آی از میان برداشته شده است. این شرطِ حوزهٔ زمان برای یک کانال بدون آی‌اِس‌آی است. اکنون معادلِ حوزهٔ فرکانس آن را پیدا می‌کنیم. با بیان این شرط در حوزهٔ زمان‌پیوسته شروع می‌کنیم:
{\displaystyle h(nT_{s})={\begin{cases}1;&n=0\\0;&n\neq 0\end{cases}}}
برای همه اعداد صحیح {\displaystyle n}. h(t) را در مجموعی از تابع‌های دلتای دیراک {\displaystyle \delta (t)} در بازه‌های Ts ضرب می‌کنیم. این معادل نمونه‌برداری از پاسخ زمان‌گسسته بخش قبلی است، اما با یک بیان زمان‌پیوسته. سمت راست شرط را می‌توان با یک تابع دلتای دیراک در مبدأ بیان کرد:
{\displaystyle h(t)\cdot \sum _{k=-\infty }^{+\infty }\delta (t-kT_{s})=\delta (t)}
با تبدیل فوریهٔ دو سوی این رابطه، به دست می‌آید:
{\displaystyle H\left(f\right)*{\frac {1}{T_{s}}}\sum _{k=-\infty }^{+\infty }\delta \left(f-{\frac {k}{T_{s}}}\right)=1}
و
{\displaystyle {\frac {1}{T_{s}}}\sum _{k=-\infty }^{+\infty }H\left(f-{\frac {k}{T_{s}}}\right)=1} .
این معیار آی‌اِس‌آی نایکویست است و اگر پاسخ فرکانسی یک کانال آن را برآوَرَد، دیگر هیچ آی‌اِس‌آی میان نمونه‌های سیگنال دریافت‌شده نخواهد بود.